# Jacqueline Laffont-Haïk
Jacqueline Laffont-Haïk est une juriste française.
Avocate pénaliste, elle rejoint le cabinet de Pierre Haïk avec qui elle se marie. Ensemble ils fondent un cabinet d'avocat.

## Biographie
Son père est officier de marine catholique et gaulliste.
Jacqueline Laffont-Haïk commence à exercer à l’âge de 23 ans en 1984 comme collaboratrice de Pierre Haïk, présentée par son associé Thierry Herzog,. Avec lui, elle fonde l’un des cabinets d’avocats les plus puissants de France, spécialisé dans les affaires politico-financières. Elle se charge généralement du côté procédure, et lui de la stratégie,. Elle recrute notamment l'avocate pénaliste Clarisse Serre.
En 2019, Pierre Haïk atteint de la maladie d’Alzheimer, se retire et elle reprend seule la gestion du cabinet et la défense de Nicolas Sarkozy dans le procès des « écoutes » qui se tient du 23 novembre au 10 décembre 2020.
La promotion 2024-2025 de l‘École de formation du barreau (EFB), composée de 2016 élèves avocates et élèves avocats porte son nom.

## Principales affaires défendues
- Affaire du casino d'Annemasse, avocate de Charles Pasqua[7]
- Affaire Pétrole contre nourriture, avocate de Charles Pasqua[8]
- Affaire Woerth-Bettencourt, avocate de Patrice de Maistre[9]
- Affaire de blanchiment d'argent, avocate de Serge Dassault[10]
- Affaire des écoutes, avocate de Nicolas Sarkozy[5],[11]
- Affaire Vivendi, avocate de Jean-Marie Messier[3]
- Affaire Elf, avocate d'Alfred Sirven[12]
- Affaire Hulot, avocate de Nicolas Hulot[13]
- Affaire Benalla, avocate d'Alexandre Benalla[14]
- Procès d'Éric Dupond-Moretti, avocate d'Éric Dupond-Moretti[15]
- Affaire Carlos Ghosn, avocate de Carlos Ghosn[16]